# Radosław Koper
Radosław Koper (ur. 16 października 1972 r. w Tarnowie) – polski prawnik, profesor nauk społecznych w dyscyplinie nauki prawne, profesor Wydziału Prawa i Administracji Uniwersytetu Śląskiego, specjalista w zakresie postępowania karnego.

## Życiorys
Jest absolwentem I Liceum Ogólnokształcącego w Tarnowie.
W 1996 r. ukończył studia prawnicze na Wydziale Prawa i Administracji Uniwersytetu Śląskiego. Tam w 2000 r. na podstawie napisanej pod kierunkiem Kazimierza Marszała rozprawy pt. Skazanie oskarżonego bez rozprawy (w trybie art. 335 Kodeksu postępowania karnego) uzyskał stopień naukowy doktora nauk prawnych w zakresie prawa, specjalność: postępowanie karne. Na tym samym wydziale w 2011 r. w oparciu o dorobek naukowy oraz monografię pt. Jawność rozprawy głównej a ochrona prawa do prywatności w procesie karnym otrzymał stopień naukowy doktora habilitowanego nauk prawnych w zakresie prawa, specjalność: postępowanie karne. W 2016 r. został profesorem nadzwyczajnym UŚ zatrudnionym w Katedrze Prawa Karnego Procesowego. Był wykładowcą Wyższej Szkoły Ekonomii i Administracji w Bytomiu.
Postanowieniem z dnia 28 września 2020 r. Prezydent Rzeczypospolitej Polskiej nadał mu tytuł profesora nauk społecznych w dyscyplinie nauki prawne.